# صامويل كورتيس

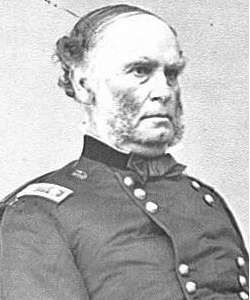
صأمويل كورتيس

صامويل كورتيس ريان (بالإنجليزية: Samuel Curtis)‏ (3 شباط 1805 - 26 كانون الأول / ديسمبر 1866) عسكري أميركي، اشتهر لدوره في مسرح العمليات الحربية غرب نهر المسيسيبي في الحرب الاهلية الأمريكية.

## نشأته
.ولد قرب تشامبلين، نيويورك، كورتيس تخرج من الاكاديميه العسكرية الأمريكية في 1831..انتقل إلى أوهايو، حيث كان المحامي عدة وظائف مدنيه أخرى..
خلال الحرب المكسيكيه الأمريكية، كان هو بمثابة الحاكم العسكري لعدة مدن الأرض..بعد الحرب، انتقل إلى ايوا وكان عمدة كيوكوك في عام 1856، وخدم في الكونغرس من 1857 إلى 1861 عن الجمهورية..وكان انصار الرئيس ابراهام لينكون في نهاية المطاف، وكان ينظر إلى موقع الوزارة. ولكن بعد اندلاع الحرب الأهلية، وتم تعيين العقيد كيرتيس من المشاة الثاني ايوا في 1 حزيران / يونيو 1861..وبعد ترقيته إلى عميد اعتبارا من 17 ايار.
.بعد تنظيم الفوضى في سانت لويس بولايه ميسوري كيرتيس قدمت قيادة الجيش في المنطقة الجنوبية الغربية على 25 كانون الأول / ديسمبر 1861، من اللواء هنري هاليك دبليو..كورتيس بنقل مقره إلى الجنوب روييا ميسوري توطيد سيطره الاتحاد في اركانساس..له وحده حارب في معركة البازلاء ريدج في 1862، وفي تموز استولوا على مدينة هيلانة، واركانساس. 21، 1862.وقد رقى إلى اللواء لنجاحه، اعتبارا من آذار / مارس 21، 1862..رغم سبتمبر كيرتيس قدمت قيادة منطقة ميسوري، لينكون كان قريبا اضطر إلى نقلة، بعد إلغاء الرق وجهات النظر إلى نزاع مع حاكم ميسوري.

## في ميسوري
.وفي عام 1864 عاد إلى كرتيس ميسوري القتال ضد الاحتلال الحليف بقيادة اللواء سعر الاسترليني..إذا كان الاحتلال قد توقف في معركة، ويستبورت كورتيس اعطيت المنصب حتى نهاية الحرب على الحدود، الأمر إدارة شمال غربي البلاد.
.وبعد الحرب عاد إلى كيوكوك ايوا، حيث شاركت مع الاتحاد تقدم في السكك الحديدية حتى وفاته في عام 1866 في والاحاييل مجلس ايوا..ودفن في مقبره كيوكوك اوكلاند.
.ابنة رئيسي كيرتيس، هنري القائد العميد جيمس غ الموقف، قتل مهاجمون كانتريل ل.

## وصلات خارجية
- صامويل كورتيس على موقع الموسوعة البريطانية (الإنجليزية)